# Africada alvéolo-palatal surda
A africada alvéolo-palatal surda é um tipo de som consonantal, usado em algumas línguas faladas. Os símbolos no Alfabeto Fonético Internacional que representam este som são ⟨t͡ɕ⟩, ⟨t͜ɕ⟩, ⟨c͡ɕ⟩ e ⟨c͜ɕ⟩, e os símbolos X-SAMPA equivalentes são t_s\ e c_s\, embora transcrevendo o componente de parada com ⟨c ⟩ (C no X-SAMPA) é raro. A barra de ligação pode ser omitida, resultando em ⟨tɕ⟩ ou ⟨cɕ⟩ no IPA e ts\ ou cs\ no X-SAMPA.
Nem [t] nem [c] são uma transcrição completamente estreita do componente de parada, que pode ser transcrita de forma restrita como [t̠ʲ] (retraído e palatalizado [t]) ou [c̟] (avançado [c]). Os símbolos X-SAMPA equivalentes são t_-' ou t_-_j e c_+, respectivamente. Também existe um símbolo dedicado ⟨ȶ⟩, que não faz parte do IPA. Portanto, as transcrições estreitas do africada da sibilante alvéolo-palatal surdo incluem [t̠ʲɕ], [c̟ɕ] e [ȶɕ].
Esta africada costumava ter um símbolo dedicado ⟨ʨ⟩, que era um dos seis símbolos dedicados para africadas no Alfabeto Fonético Internacional. Ocorre em idiomas como o mandarim, o polonês, o servo-croata, o albanês e o russo, e é o equivalente sibilante da africada palatal sem voz.

## Características
- Sua forma de articulação é a africada sibilante, o que significa que é produzida primeiro interrompendo totalmente o fluxo de ar, depois direcionando-o com a língua para a borda afiada dos dentes, causando turbulência de alta frequência.
- Seu local de articulação é alvéolo-palatal. Isso significa que: Seu local de articulação é pós-alveolar, o que significa que a língua entra em contato com o céu da boca na área atrás da crista alveolar (a linha gengival).
- A forma da língua é laminal, o que significa que é a lâmina da língua que entra em contato com o céu da boca.
- É fortemente palatalizado, o que significa que o meio da língua está curvado e levantado em direção ao palato duro.
- Sua fonação é surda, o que significa que é produzida sem vibrações das cordas vocais.
- É uma consoante oral, o que significa que o ar só pode escapar pela boca.
- O mecanismo da corrente de ar é pulmonar, o que significa que é articulado empurrando o ar apenas com os pulmões e o diafragma, como na maioria dos sons.

## Ocorrência
| Língua       | Língua            | Palavra              | AFI            | Significado | Notas |
| ------------ | ----------------- | -------------------- | -------------- | ----------- | --- |
| Catalão      | Todos os dialetos | fletxa               | [ˈfɫet͡ɕə]      | Flecha      | |
| Catalão      | Valenciano        | xec                  | [ˈt͡ɕek]        | Cheque      | |
| Chinês       | Cantonês          | 豬 / jyū             | [t͡ɕyː˥]ⓘ       | Porco       | Contrasta com forma aspirada. Alofone de /t͡s/, normalmente na frente das vogais altas frontais /iː/, /ɪ/, /yː/.                                |
| Chinês       | Mandarim          | 北京 / Běijīng       | [peɪ˨˩ t͡ɕiŋ˥]ⓘ | Beijing     | Contrasta com forma aspirada. Pronunciado por alguns falantes como palatal dental. Em distribuição complementar com [t͡s], [k], e [ʈ͡ʂ].         |
| Dinamarquês  | Dinamarquês       | tjener               | [ˈt͡ɕe̝ːnɐ]      | Servo       | Normal realização da sequência /tj/. |
| Irlandês     | Alguns dialetos   | [exemplo necessário] |                |             | Realização da parada alveolar palatalizada /tʲ/ em dialetos com em Erris, Teelin e Tourmakeady.                                                |
| Japonês      | Japonês           | 知人 / chijin        | [t͡ɕid͡ʑĩɴ]      | Conhecido   | |
| Coreano      | Coreano           | 제비 / jebi          | [t͡ɕebi]        | Andorinha   | |
| Polonês      | Polonês           | ćma                  | [t͡ɕmä]ⓘ        | Traça       | |
| Romeno       | Dialeto Banat     | frate                | [ˈfrat͡ɕe]      | Irmão       | Uma das mais características mais diferenciadas do dialeto banat: alofone de /t/ antes de vogais frontais. Corresponde a [t] em romeno padrão. |
| Russo        | Russo             | чуть                 | [t͡ɕʉtʲ]        | Mal         | |
| Sema         | Sema              | akichi               | [à̠kìt͡ɕì]       | Boca        | Possível alofone de /t͡ʃ/ antes de /i, e/; pode ser realizado como [t͡ʃ] no lugar.                                                               |
| Servo-Croata | Servo-Croata      | лећа / leća          | [lět͡ɕä]        | Lentilhas   | Funde com /t͡ʃ/ em dialetos que não distinguem /ʈ͡ʂ/ e /t͡ɕ/.                                                                                     |
| Sorábio      | Inferior          | šćit                 | [ɕt͡ɕit̪]        | Proteção    | |
| Sueco        | Finlândia         | kjol                 | [t͡ɕuːl]        | Saia        | |
| Tailandês    | Tailandês         | จาน                  | [t͡ɕaːn]        | Prato       | Contrasta com forma aspirada. |
| Usbeque      | Usbeque           | [exemplo necessário] |                |             | |
| Vietnamita   | Vietnamita        | cha                  | [t͡ɕa]          | Pai         | |
| Xumi         | Inferior          | [Ht͡ɕɐ]               | [Ht͡ɕɐ]         | Estrela     | |
| Xumi         | Superior          | [Ht͡ɕɜ]               | [Ht͡ɕɜ]         | Estrela     | |
| Yi           | Yi                | ꏢ / ji              | [t͡ɕi˧]         | Azedo       | Contrasta com forma aspirada e não aspirada.                                                                                                   |